# حرشفيات العظم
حرشفيات العظم (الاسم العلمي: Osteolepiformes) وتعرف أيضا باسم الأسماك الضخمة (الاسم العلمي: megalichthyiformes)، وهي رتبة من أسماك لحميات الزعانف منقرضة، ظهرت لأول مرة خلال العصر الديفوني. وتشمل هذه الرتبة على فصيلتين: الأسماك الضخمة (Megalichthyidae) وحرشفية العظم (Osteolepidae).